# Цвейгберг, Леннарт фон
Леннарт Август фон Цвейгберг (швед. Lennart August von Zweygberg; 25 декабря 1874, Ювяскюля — 11 февраля 1960, Индианаполис) — финский виолончелист и музыкальный педагог.
Происходил из старинного австрийского дворянского рода, с начала XVII века состоявшего на шведской королевской службе и постепенно расселившегося по Швеции и Финляндии. Сын Адольфа Вильгельма фон Цвейгберга (1833—1917), лесничего, надворного советника.
Изучал философию в Гельсингфорсском университете. Одновременно занимался музыкой под руководством университетского музикдиректора Роберта Каянуса, затем поступил в его музыкальную школу, где учителями Цвейгберга были Георг Шнеефогт (виолончель) и Ян Сибелиус (теория и композиция); с Сибелиусом в дальнейшем переписывался на протяжении многих лет. В 1898—1899 гг. учился у Карла Шрёдера в Зондерсхаузене, затем у Жозефа Жакоба в Бельгии.
С 1902 г. работал в Крефельде: солист городского оркестра, преподаватель консерватории, участник струнного квартета. В 1910—1928 гг. жил преимущественно в Швейцарии (главным образом в Локарно), играл вместе с пианистом Лео Коком. Много гастролировал, с перерывом в годы Первой мировой войны, по Европе как солист, выступал, в частности, в Париже (в том числе в дуэте с Альфредом Корто, 1912), Риме, Мюнхене, Лондоне, Лейпциге, Ленинграде.
С 1928 г. жил и работал в США. В 1928—1948 гг. профессор виолончели в Школе музыки Университета Индианы в Блумингтоне. Вместе с двумя другими профессорами, Уинифред Меррилл (скрипка) и Эрнестом Хофциммером (фортепиано), образовал Интернациональное трио. Дирижировал университетским камерным оркестром. Как сообщается, сотрудничал с лингвистом Томасом Себеоком, помогая ему собирать различные данные о финском языке.
Выйдя на пенсию, увлёкся рисованием пастелью, в том числе передавая визуально свои впечатления от музыкальных произведений (особенно Сибелиуса).
Леннарту фон Цвейгбергу посвящено озаглавленное его именем стихотворение поэтессы Ирене Менделин (1915). С 1998 г. студентам-виолончелистам в Школе музыки Индианского университета ежегодно присуждается стипендия имени Цвейгберга.
Брат, Георг Адольф фон Цвейгберг (1870—1950) — медик, основатель современной системы здравоохранения в городе Лахти, первый руководитель городской больницы (1904—1924).